# Värmländska upproret

Det värmländska upproret var ett bondeuppror som ägde rum i Värmland under åren 1437–1438. Upproret var framgångsrikt till en början, men slogs sedan ned av trupper under Arvid Svan.

## Bakgrund
Erik Puke var ledamot av Riksrådet och stod mycket nära Engelbrekt Engelbrektsson. I december 1436 och januari 1437 ledde han ett uppror mot riksledningen. Upproret, som kallas Pukefejden, fick mycket stöd i Mälardalen.

## Upproret
Hösten 1437 inleddes upproret i Värmland, lett av Torsten Ingelsson och Jösse Hansson. De första bönderna som gjorde uppror var de i Älvdalen och Fryksdalen. Värmlänningarna dödade fogden och tog makt över landskapet, varpå upproret spred sig till Närke. Efter detta ansåg upprorsmännen sig vara tillräckligt starka och tågade mot Örebro och Västerås, som blev belägrade. Båda slotten kunde senare erövras av upprorsmännen.
Sveriges drots, Kristiern Nilsson (Vasa), som formellt hade ansvaret att ta hand om upproret, rekommenderade att diplomatiska medel skulle användas för att bemöta hotet, men detta vägrades av Karl Knutsson. Karl Knutsson hade det militära ansvaret för rikets säkerhet och utsåg stormannen Arvid Svan att slå ner upproret. Han skickades till Värmland med 100 eller 120 soldater och lyckades med sitt uppdrag. Han följde bönderna tillbaka in i Värmland där många valde att kapitulera och betala skatt. I ett slag mellan Arvid Svan och 700 upprorsmän besegrade Arvid Svan upprorsmännen, av 700 upprorsmän dödades 140.
Men alla upprorsmän gav inte upp frivilligt, de i Jösses distrikt tvingades med våld.

## Efterspel
Efter sitt segerrika fälttåg mot upprorsmännen härjade Arvid Svan i Fryksdalen och Älvdalen. Upproret slutade med att ledarna Torsten Ingelsson och Jösse Hansson brändes på bål i februari 1438.